# Comtat de Lancaster (Regne d'Anglaterra)
El comtat de Lancaster — earldom of Lancaster (anglès) — fou una jurisdicció feudal creada al Regne d'Anglaterra. El títol de comte de Lancaster fou creat el 1267 a la paria d'Anglaterra, tornant a la corona el 1399. Vegeu també Duc de Lancaster. El modern comtat del Lancashire es troba al nord-oest d'Anglaterra.

## Història del títol: primera creació (1267)
- 1267-1296 : Edmond de Lancaster (1245 – 1296), 1r comte de Leicester;
- 1296-1322 : Thomas Plantagenet (1280 – 1322), comte de Leicester. Exdcutat el 1322. Fill del precedent;
- 1327-1345 : Enric de Lancaster (1281 – 1345), comte de Leicester. Germà del precedent;
- 1345-1361 : Enric de Grosmont († 1361), comte de Derby (1337) i de Leicester (1345), Lincoln, duc de Lancaster (1351). Fill del precedent;

- 1361-1399 : Joan de Gant (1340 – 1399), comte de Derby, Leicester, Lincoln i Richmond, duc de Lancaster (1362). gendre del precedent;
- 1399: Henry Bolingbroke (1367 – 1413), comte de Derby, Leicester, Lincoln, Northampton, duc de Lancaster i de Hereford. Rei d'Anglaterra (Enric IV) el 1399. Fill del precedent.

Tots aquests títols tornaren a la corona el 1399.